# Maesa walkeri
Maesa walkeri är en viveväxtart som beskrevs av F. R. Fosberg och M.-h. Sachet. Maesa walkeri ingår i släktet Maesa och familjen viveväxter. Inga underarter finns listade i Catalogue of Life.